# Mastigophorus
Mastigophorus là một chi bướm đêm thuộc họ Erebidae.